# Amtsgericht Simmern/Hunsrück
Das Amtsgericht Simmern/Hunsrück ist ein Gericht der ordentlichen Gerichtsbarkeit und eines der vier Amtsgerichte (AG) im Bezirk des Landgerichts Bad Kreuznach.

## Gerichtssitz und -bezirk
Das Gericht hat seinen Sitz in Simmern/Hunsrück, der Kreisstadt des Rhein-Hunsrück-Kreises, Rheinland-Pfalz. Der Gerichtsbezirk erstreckt sich auf das Gebiet der Verbandsgemeinden Kastellaun, Kirchberg, Rheinböllen und Simmern. In ihm leben rund 66.000 Menschen. Im Gerichtsbezirk liegt der Flughafen Frankfurt/Hahn. Das Gericht ist deshalb erstinstanzliches Gericht für viele Flugrechtssachen, etwa Ansprüche von Passagieren gegen Airlines bei Flugverspätungen oder Flugannullierungen.
Registergericht ist das Amtsgericht Bad Kreuznach, das auch für die Insolvenz-, Zwangsversteigerungs- und Zwangsverwaltungsverfahren zuständig ist. Mahnverfahren werden vom Amtsgericht Mayen als zentralem Mahngericht bearbeitet.

## Gebäude
Das AG Simmern ist in dem von 1961 bis 1963 errichteten Gebäude Schulstraße 5 untergebracht, das bis 1968 auch einen Gefängnistrakt hatte. Vorher residierte das Gericht im Schloss Simmern. 

## Übergeordnete Gerichte
Dem Amtsgericht Simmern/Hunsrück ist das Landgericht Bad Kreuznach übergeordnet. Zuständiges Oberlandesgericht ist das Oberlandesgericht Koblenz.